# 高台子乡
高台子乡是中国辽宁省沈阳市新民市下辖的一个乡。

## 行政区划
高台子乡下辖东高台子村、艾屯村、腰高台子村、西高台子村、二道河子村、罗家屯村、树林子村、七家子村、张宝屯村。